# Comuna Șîroka Balka, Bilozerka
Șîroka Balka (în ucraineană Широка Балка) este o comună în raionul Bilozerka, regiunea Herson, Ucraina, formată din satele Șîroka Balka (reședința) și Sofiivka.

## Demografie
Componența lingvistică a comunei Șîroka Balka
     Ucraineană (92,17%)
     Rusă (7%)
     Alte limbi (0,7%)
Conform recensământului din 2001, majoritatea populației comunei Șîroka Balka era vorbitoare de ucraineană (92,17%), existând în minoritate și vorbitori de rusă (7%).